# (35079) 1990 QR7
(35079) 1990 QR7 es un asteroide perteneciente al cinturón de asteroides descubierto el 16 de agosto de 1990 por Eric Walter Elst desde el Observatorio de La Silla, Chile.

## Designación y nombre
Designado provisionalmente como 1990 QR7.

## Características orbitales
1990 QR7 está situado a una distancia media del Sol de 2,241 ua, pudiendo alejarse hasta 2,640 ua y acercarse hasta 1,842 ua. Su excentricidad es 0,178 y la inclinación orbital 2,078 grados. Emplea 1225,53 días en completar una órbita alrededor del Sol.

## Características físicas
La magnitud absoluta de 1990 QR7 es 16. 